# Kenneth To
Pour les articles homonymes, voir To.
Kenneth King-him To  est un nageur australien naturalisé hongkongais né le 7 juillet 1992 à Hong Kong et mort le 18 mars 2019 à Gainesville en Floride aux États-Unis,,.

## Carrière
Spécialiste de la nage libre et du quatre nages, de petite taille comparée aux nageurs actuels, Kenneth To se fait connaître aux Jeux olympiques de la jeunesse d'été 2010 à Singapour lorsqu'il remporte une médaille d'or, trois en argent et deux en bronze. Il bat le record de Ian Thorpe du 200 m quatre nages des moins de 17 ans, nageant en 2 min 04 s 31 contre 2 min 04 s 58 pour Thorpe. 
Après avoir été de nationalité australienne, Kenneth To est devenu hongkongais en 2016.
Il décède subitement à l'âge de 26 ans après un malaise dans les vestiaires lors d'un entraînement en Floride

## Palmarès

### Jeux olympiques
Grand bassin
- Jeux olympiques d'été de 2012 à Londres ( Royaume-Uni) :

### Championnats du monde
Grand bassin
- Championnats du monde 2013 à Barcelone ( Espagne) :
  -  Médaille d'argent au titre du relais 4 × 100 m quatre nages.

Petit bassin
- Championnats du monde 2012 à Istanbul ( Turquie) :
  -  Médaille d'argent au titre du 100 m quatre nages.
  -  Médaille de bronze au titre du relais 4 × 100 m nage libre.
  -  Médaille de bronze au titre du relais 4 × 100 m quatre nages.

## Meilleurs temps en carrière
| Event            | Temps         | Meeting                                    | Lieu         |
| grand bassin     |               |                                            |              |
| 50 m nage libre  | 22 s 49       | 2010 Junior Pan Pacs                       | Maui, USA    |
| 100 m nage libre | 48 s 88       | 2012 U.S. Open                             | Indianapolis |
| 200 m IM         | 1 min 59 s 02 | 2011 World Aquatics                        | Shanghai     |
| petit bassin     |               |                                            |              |
| 50 m nage libre  | 21 s 55       | 2012 Australian SC Championships           | Adélaïde     |
| 100 m nage libre | 46 s 89       | 2012 FINA World                            | Dubai        |
| 100 m IM         | 51 s 38       | 2012 Fina World                            | Adélaïde     |
| 200 m IM         | 1 min 53 s 42 | 2012 Fina Short Course World Championships | Adélaïde     |
| 100 m dos        | 52 s 07       | 2011 Fina World Cup                        | Stockholm    |